# Watson C. Squire
Watson Carvosso Squire, född 18 maj 1839 i Jefferson County, New York, död 7 juni 1926 i Seattle, Washington, var en amerikansk republikansk politiker. Han var guvernör i Washingtonterritoriet 1884-1887 och ledamot av USA:s senat för delstaten Washington 1889-1897.
Squire utexaminerades 1859 från Wesleyan University i Middletown, Connecticut. Han deltog i amerikanska inbördeskriget i nordstaternas armé. Han studerade juridik vid Cleveland Law School och inledde 1862 sin karriär som advokat.
Squire flyttade 1879 till Seattle. USA:s president Chester A. Arthur utnämnde honom 1884 till guvernör i Washingtonterritoriet. Washington blev 1889 delstat. Squire och John B. Allen tillträdde 20 november 1889 som de två första senatorerna för Washington. Squire kandiderade 1897 till omval men förlorade mot George Turner.
Squires grav finns på Washelli Cemetery i Seattle.